# 小網屋

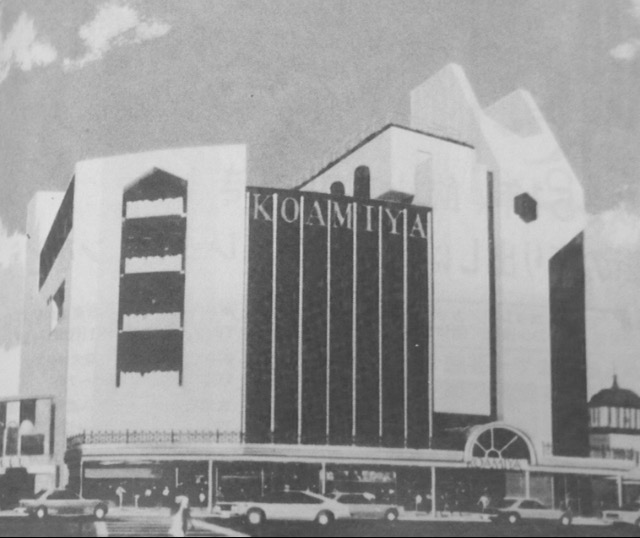
小網屋土浦本店兼本社(1980年代前半期)

小網屋（こあみや）は、茨城県土浦市にかつて存在した日本の百貨店。

## 歴史・概要
小網祐七が天明年間に創業し、5代目の小網宝作が1951年（昭和26年）4月に資本金200万円で「株式会社小網屋」を設立して法人化した。
1960年（昭和35年）10月に川口店を開店。
その後、川口店を隣接地に増築し、1967年（昭和42年）11月に売場面積5,600m2へ増床して百貨店として新装開店した。
1990年（平成2年）に茨城県岩井市(現在の坂東市)岩井に開業したショッピングセンタープリオ101にスーパーマーケットのカスミと共に核店舗として出店するなどして多店化も図ったが、プリオ101の近隣に1996年（平成8年）以降相次いで大型店が出店したために撤退に追い込まれ、1997年（平成9年）10月には土浦駅前の再開発ビルウララがイトーヨーカドー土浦店を核店舗として開業して競争が激化したため、1999年（平成11年）2月21日に本店を閉店して百貨店事業から撤退し、2001年（平成13年）8月23日に約59.55億円の負債をかかえて水戸地方裁判所土浦支部へ特別清算開始を申立て倒産した。

## 沿革
- 天明年間- 小網祐七が創業[3]
- 1951年（昭和26年）4月 - 資本金200万円で「株式会社小網屋」を設立して法人化[4]
- 1960年（昭和35年）10月 - 川口店を開店[3]
- 1963年（昭和38年）11月23日 - 茨城県龍ケ崎市に（初代）竜ヶ崎店を開店[9]
- 1967年（昭和42年）11月 - 土浦川口店を増築し、百貨店として新装開店[6]
- 1968年（昭和43年）11月19日 - 茨城県水海道市に水海道店を開店[10]
- 1969年（昭和44年）- 竜ヶ崎ショッピングセンターを設立し、かつて米町にあった竜ヶ崎店が移転オープン[要出典]
- 1974年（昭和49年）- 土浦本店を大改装し土浦店としてリニューアルオープン[要出典]
- 1981年（昭和56年）- 土浦店を都市型百貨店として新装開店[要出典]
- 1982年（昭和57年）9月 - 茨城県土浦市のショッピングセンター土浦ショッピングプラザ(ピアタウン)に出店[11]
- 1985年（昭和60年）- 土浦駅ビルWINGに「小網屋 ジル」を出店[要出典]
- 1990年（平成2年）- 茨城県岩井市のショッピングセンタープリオ101に出店[7]
- 1999年（平成11年）2月21日 - 本店閉鎖[1]
- 2001年（平成13年）8月23日 - 水戸地方裁判所土浦支部へ特別清算開始を申立て、事実上倒産[1]
- 2012年（平成24年）1月10日 - 土浦ショッピングプラザ(ピアタウン)の店舗を閉鎖[12]

## かつて存在した店舗

### 土浦市
- 本店（土浦市本町906[13]、1951年（昭和26年）4月20日開店[13]）

- 川口店（土浦市川口町899[10]、1960年（昭和35年）10月開店[3] - 閉店）

延床面積3,300m2、売場面積2,046m2 → 7,972m2。
1967年（昭和42年）11月に売場面積5,600m2へ増床して百貨店として新装開店した。
オープン当時は総合衣料のデパート小網屋川口店
店舗跡は、高層マンションとなった。
- ピアタウン店（1982年（昭和57年）9月開店[11]）

土浦市内の土浦ショッピングプラザ(ピアタウン)の核店舗の一つとして営業していた。
別法人(株)マルコピアタウン小網屋運営していたが、2012年（平成24年）1月10日に閉店した。
オープン当時はマナベ店
- 小網屋 ジル[要出典]

- オレンジこあみや

### 龍ケ崎市
- （初代）竜ヶ崎店（龍ケ崎市米町4027[9]、1963年（昭和38年）11月23日開店[9] - 閉店）

売場面積230m2。
- （2代目）竜ヶ崎店（龍ケ崎市横町4211[13]）

店舗跡は、解体され現在は常陽銀行。
1969年（昭和44年）11月、横町に自社が設立した竜ヶ崎ショッピングセンターに移転という形でスーパーマーケットのカスミストアー（現在のカスミ）と、当時土浦店にあった森永エンゼル食堂(のちにレストラン森永)の2店と共に核店舗として出店した。その後は1980年頃に改装をし、リニューアルオープンしたが、1995年頃に閉店。その後1998年に解体され、跡地に現在は常陽銀行竜崎支店が移転して営業している。

### 水海道市
- 水海道店（水海道市室町3372-1[10]、1968年（昭和43年）11月19日開店[10] - 閉店）

延床面積858m2、売場面積759m2。
近隣に1996年（平成8年）以降相次いで大型店が出店したために撤退に追い込まれた。
1995年に小網屋のみ閉店し、建て替え工事を行いカスミ単体の店舗になったが、その後カスミも撤退した。

### 岩井市
- 岩井店（岩井市大字岩井字屋敷尻3272-1[17]、1990年（平成2年）4月28日開店[17] - 閉店）

岩井市の中心市街地にあった岩井センターモール商店街の中心部に開設された地元主導型ショッピングセンターの「ショッピングセンタープリオ101」（地下1階・地上3階建て、店舗面積約9,000230m2、駐車台数約600台）の準核店舗として、1階と2階で衣料品を販売していた。
ショッピングセンタープリオ101は2006年（平成18年）12月末に閉鎖された。

## 経営理念
かつて小網屋には、「小網屋理念並びに小網屋合言葉」という経営理念があった。開店前の朝礼で社員は御唱和していた。台詞は、
「顧客第一真心奉仕。『小網屋理念、並びに小網屋合言葉』御唱和ください。接客は親切・明朗・迅速。」となっている。